# Приферний Пет
Приферний Пет (на латински: Prifernius Paetus) е политик и сенатор на Римската империя през 2 век.
През 154 г. той е суфектконсул заедно с Марк Ноний Макрин.